# 羽鳥佑
羽鳥 佑（はとり ゆう、11月7日 - ）は、日本の男性声優。滋賀県出身。アクセント所属。

## 人物
2025年3月31日、同日付でオフィスPACが事業停止したことに伴い、4月3日付でアクセントに移籍。
特技はデッサン、バスケットボール、野球、テニス、水泳。趣味は歌、公演巡り。

## 出演

### テレビアニメ
2019年
- ファンタシースターオンライン2 エピソード・オラクル（2019年 - 2020年、ヴォイド職員B、研究員、市民C）
- ルパン三世 プリズン・オブ・ザ・パスト（商人）

2020年
- 映像研には手を出すな!（警備部）

2021年
- 呪術廻戦（男子生徒）
- かぎなど（観客）
- すばらしきこのせかい The Animation（汎用死神）

2022年
- ルパン三世 PART6（幹部B）
- ユーレイデコ（街の人B）

2023年
- 勇者が死んだ!（男、町人、魔術戦士隊）
- 天国大魔境（リビューマン）

2024年
- ばいばい、アース（2024年 - 2025年、月歯族、剣士、サンディ＝コリンズ、観客） - 2シリーズ
- 妻、小学生になる。（父親、警官、宅配業者、店員）

2025年
- 魔法使いの約束（兵士）
- 謎解きはディナーのあとで（真山裕二）
- 神統記（テオゴニア）（ラグ村兵士、加護持ちマカク）

### 劇場アニメ
- 雨を告げる漂流団地（2022年、先生）
- 金の国 水の国（2023年）
- 窓ぎわのトットちゃん（2023年、若尾先生[15]）

### Webアニメ
- 日本沈没2020（2020年、作業員A）
- 無限の住人-IMMORTAL-（2018年、清十、客、偽天津）
- コタローは1人暮らし（2022年、武井の父、戸村）
- ルパン三世VSキャッツ・アイ（2023年、ファーデン兵2）

### ゲーム
- キングダム ハーツIII（2019年）
- ファイナルファンタジーVII リメイク（2020年）
- モンスターハンターストーリーズ2 〜破滅の翼〜（2021年）
- ファイナルファンタジーVII リバース(2024年）

### オーディオブック
- 論語と算盤 - 著者 渋沢栄一
- Calm - 瞑想・安眠・リラクゼーション
  - 「美しきアウターバンクス」
  - 「おねむなナマケモノのネム」

### 吹き替え

#### 映画
- 愛すべき夫妻の秘密
- アクアマン/失われた王国（警備兵男2[16]）
- 家なき子 希望の歌声
- エクストレモ
- キャプテン・アメリカ:ブレイブ・ニュー・ワールド（男性レポーターB[17]）
- グッド・オン・ペーパー
- 刑事グロム VS 粛正の疫病ドクター
- 刑事ジョン・ルーサー: フォールン・サン
- ゴーストバスターズ/フローズン・サマー[18]
- 7月22日 ※Netflix版
- ジョーカー:フォリ・ア・ドゥ（記者男2[19]）
- スーパーマン（ディーン[20]）
- スター・ウォーズ/スカイウォーカーの夜明け
- ディスクワイエット（ケヴィン）
- トップガン（マーリン〈ティム・ロビンス〉）※テレビ東京版追加録音部分
- トランスフォーマー/ビースト覚醒[21]
- ハドソン川の奇跡（ジェフ〈サム・ハンティントン〉）※ザ・シネマ新録版
- ビートルジュース ビートルジュース（インタビュアー[22]）
- ブラッド・レッド・スカイ ※Netflix版
- フローラとユリシーズ
- ホンモノの気持ち ※Netflix版
- マーベルズ（クリー男9[23]）
- マザー/アンドロイド（コナー）
- マッドマックス 怒りのデス・ロード（見張りWB）※ザ・シネマ版
- マッドマックス:フュリオサ[24]
- ミーン・ガールズ2
- ミッション:インポッシブル/ファイナル・レコニング（整備クルー[25]）
- ムーラン
- ムーンフォール（ヨハンセン[26]）
- ライ麦畑で出会ったら
- リトル・マーメイド[27]
- レッド・ワン（テッド〈ニック・クロール〉[28]）
- ローガン・ラッキー

#### ドラマ
- アイアン・フィスト
- NCIS: ニューオーリンズ
- オクニョ 運命の女
- キング・オブ・メディア
- クリミナル・マインド FBI行動分析課
- The Head
- SCORPION/スコーピオン
- セックス/ライフ
- デイ・アフターZ
- THIS IS US（マーク）
- 21サンダー（ジェームズ[29]）
- ニュー・アムステルダム 医師たちのカルテ
- フォーガットン・アーミー
- 不滅の恋人
- ブラックリスト
- ボバ・フェット/The Book of Boba Fett
- BELOW THE SURFACE 深層の8日間
- マーキュリー・セブン（ガス・グリソム）
- マーベル・シネマティック・ユニバース
  - エージェント・オブ・シールド
  - ワンダヴィジョン
- ミスター・メルセデス
- リバーデイル
- レ・ミゼラブル
- ワンス・アポン・ア・タイム

#### アニメ
- ヴォルトロン
- オクトノーツとグレート・バリア・リーツ
- トランスフォーマー/ONE[30]
- ミッキーマウスとロードレーサーズ
- 名探偵シャーロック・ノームズ
- ラーヤと龍の王国

### ボイスオーバー
- 3分間の再会（弟）
- ディズニー・アニマルキングダムの魔法（カイル 他）
- ピクサーの舞台裏（ライアン・ハンター）
- ブラジル -消えゆく民主主義-
- マーキュリー・セブンの真実（ヴァージル・グリムソ）

### テレビドラマ
- 声優探偵（2021年、鑑識・江今）

### テレビ番組
- タイムスクープハンター

### 舞台
- 「R&J」第11回 全国障害者芸術・文化祭（ティボルト）
- 砂女←→砂男（コッポラ）
- 見よ、飛行機の高く飛べるを（順吉）
- 俺は君のためにこそ死にに行く（金山[29]）
- あの子がエロイのは僕のせいだ（Mr.スマート[29]）
- 12人の怒れる男（3号）

### シリーズ一覧
1. ↑  第1シーズン（2024年）、第2シーズン（2025年）